# Mondelez International
Mondelez International (Eigenschreibweise Mondelēz International, ausgesprochen: [ˌmoʊndəˈliːz]) ist ein börsennotierter US-amerikanischer Lebensmittelkonzern mit Sitz in Chicago, Illinois, der überwiegend auf Markenprodukte in den Bereichen Snacks und Süßwaren spezialisiert ist. Der Konzern geht auf das 1903 in Chicago von James Lewis Kraft als Kraft Foods gegründete Unternehmen zurück. Im Oktober 2012 wurde Kraft Foods Inc. in Mondelez International, Inc. umbenannt, während der nordamerikanische Lebensmittelzweig an die neu gegründete eigenständige Kraft Foods Group (seit 2015 The Kraft Heinz Company) abgegeben wurde.

## Geschichte

### Ursprung von Mondelez: Das Unternehmen Kraft Foods

Ehemaliges Kraft Marken- und Unternehmenslogo

Unternehmenslogo bis 2012

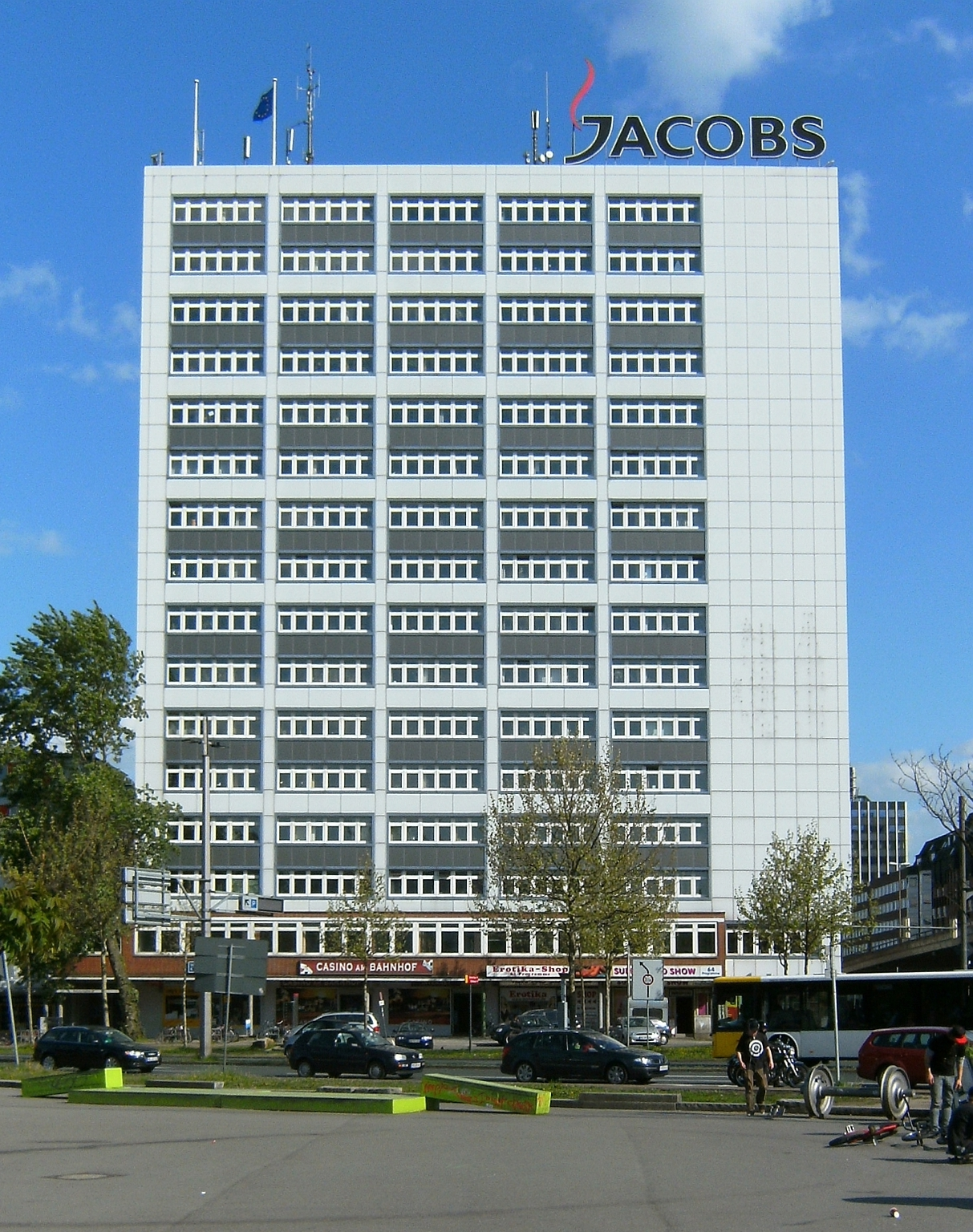
Jacobs-Logo am Tivoli-Hochhaus in Bremen (2013/14 wurde das Jacobs-Logo entfernt), eine der bekanntesten ehemaligen Mondelez-Marken

Aktie von Suchard vom 24. August 1950

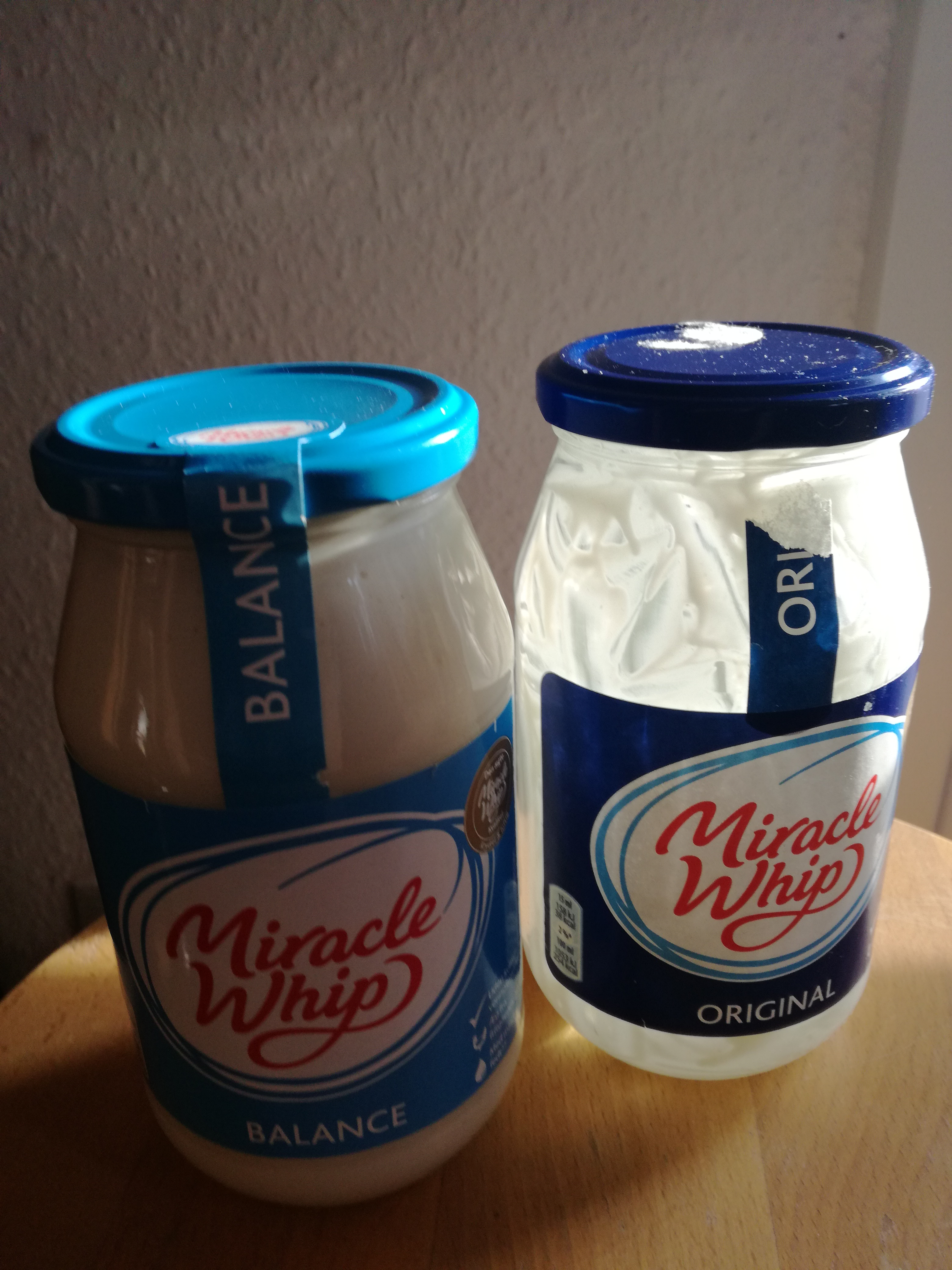
Dänische Miracle-Whip-Gläser von Mondelez Danmark

Die Unternehmensgeschichte von Kraft begann 1903, als der Farmerssohn James Lewis Kraft in Chicago mit einem Startkapital von 65 US-Dollar einen Käsehandel aufbaute. 1980 fusionierte Kraft mit Dart Industries. Am 30. Oktober 1988 stimmten die Kraft-Foods-Hauptaktionäre dem Angebot des Konzerns Philip Morris, des später in Altria Group umbenannten weltweit größten Herstellers von Tabakwaren zum Verkauf ihrer Aktien zu. Der Kaufpreis summierte sich auf 13,1 Milliarden US-Dollar, das bedeutete zu diesem Zeitpunkt eine der größten Akquisitionen in den USA. Getätigt wurde der Kauf im Dezember für einen Betrag von 12,9 Milliarden US-Dollar.
Im März 1989 fusionierten Kraft und General Foods zu einer Firma, der Kraft General Foods Inc. Ein Jahr später übernahm der Mutterkonzern den Schokoladenhersteller und Kaffeeröster Jacobs Suchard. Kraft General Foods Europe und Jacobs Suchard wurden 1993 zu Kraft Jacobs Suchard zusammengeführt. Im Jahr 2000 erwarb der Konzern den Produzenten Nabisco, einen Weltmarktführer im Bereich Kekse, Kuchen und Snacks.
Ende März 2007 trennte sich die Altria Group von Kraft – unter anderem, um zu verhindern, dass Kraft von möglichen Klagen von Tabakkonsumenten gegen Altria überzogen werden könnte. Kraft wurde somit wieder unabhängig, da Altria ihre Beteiligung an Kraft anteilig an die eigenen Aktionäre in Form einer Sachdividende weiterreichte. Im Oktober 2007 gab Kraft Foods bekannt, einen Teil der Kekssparte von Danone mit Marken wie LU und Mikado für knapp 5,3 Milliarden Euro zu übernehmen. Das Unternehmen übernahm im Januar 2010 für 11,5 Milliarden britische Pfund den britischen Süßwarenhersteller Cadbury. Finanziert wurde die Übernahme zum Teil mit dem Verkauf des Geschäftes mit Tiefkühlpizzen an den Konkurrenten Nestlé.

### Entstehung von Mondelez International durch Aufspaltung von Kraft
Am 1. Oktober 2012 wurde Kraft in zwei eigenständige börsennotierte Gesellschaften aufgespalten. Das Unternehmen Kraft Foods Group sollte für die nordamerikanischen Lebensmittelaktivitäten zuständig sein, Mondelez International sollte die globalen Aktivitäten für Snacks und Süßwaren umfassen und zunächst lizenzbedingt die Aktivitäten für Lebensmittel außerhalb Nordamerikas. So waren beispielsweise die Oreo-Kekse weltweit von Mondelez, während Philadelphia-Frischkäse je nach Region von einer der beiden Firmen verkauft wurde; die Umfirmierung der Tochtergesellschaften wurde jedoch erst am 29. April 2014 abgeschlossen. Die Umbenennung betraf sämtliche Tochtergesellschaften und Niederlassungen weltweit, ausgenommen die in Delaware ansässige Kraft Foods R&D Inc. mit Zweigniederlassung in München sowie zwei Grundstücksverwaltungsgesellschaften. Mondelez ist ein Kunstwort, das sich von den beiden den romanischen Sprachen entlehnten Wörtern für „Welt“ (mondo) und deliziös ableitet. Schöpfer dieses Begriffes sind zwei Mitarbeiter, die unabhängig voneinander nahezu den gleichen Vorschlag für den neuen Namen bei einem firmeninternen, preislosen Wettbewerb einreichten: Der Wiener IT-Mitarbeiter Johannes Schmidt suchte etwas im Walzerrhythmus, dem in der US-amerikanischen Zentrale arbeitenden Mitarbeiter Marc Firestone fiel es auf einer Geschäftsreise von Brüssel nach Frankfurt ein.

### Auslagerungen und Akquisitionen
Im Mai 2014 gaben Mondelez International und das von einem Konsortium unter Führung der Finanzholding Joh. A. Benckiser der deutschen Familie Reimann kontrollierte niederländische Getränkeunternehmen D.E Master Blenders 1753 bekannt, ihre Kaffee-Marken zu einem reinen Kaffeeunternehmen zusammenlegen zu wollen. Von D.E Master Blenders 1753 wurden unter anderem die Marken Senseo, Douwe Egberts, L’OR und Pilão eingebracht, von Mondelez International kamen Marken wie Jacobs, Tassimo, Carte Noire, Gevalia, Kenco und Millicano. Das entstandene Joint Venture, an dem Mondelez International 49 Prozent hält, wurde Jacobs Douwe Egberts (JDE) genannt, hat seinen Sitz in den Niederlanden und wird vom bisherigen Chef von D.E Master Blenders 1753 geführt, dessen Mutter Acorn Holdings B.V. über 51 Prozent verfügt. Zusammen 7 Mrd. Dollar (5 Mrd. Euro) Jahresumsatz sollten etwa 8 Prozent Weltmarktanteil bedeuten.
Im Dezember 2018 wurde bekannt, dass Arla Foods das Kraft Käse-Markengeschäft in Vorderasien und Afrika von Mondelez International übernehmen wird. Ende 2022 übernahm die niederländisch-italienische Perfetti Van Melle Group das Kaugummigeschäft von Mondelez in Europa, Kanada und den USA. In weiteren Märkten außerhalb der USA, Kanada und Europa plant Mondelez allerdings, das Geschäft selber fortzuführen.
Im Jahr 2020 übernahm Mondelez die Mehrheit an Give & Go, Hersteller von süßem Kleingebäck wie Brownies, im Jahr 2022 Chipita, Hersteller von Croissants und gebackenen Snacks, 2024 die Mehrheit an dem chinesischen Kuchen- und Gebäckhersteller Evirth.

## Produkte
Eine vollständige Produktübersicht findet sich in der Liste der Mondelēz-Marken. Produktgruppen, Unternehmenszweige und Markennamen von Mondelez sind:

### Getränke
- Getränkepulver: u. a. Kool-Aid.

### Süßwaren und Snacks
- Schokolade: u. a. Suchard Milka/Finessa, Côte d’Or, Tobler/Toblerone, Mirabell/Echte Salzburger Mozartkugel,[27] Bensdorp Schokoladen in Österreich, Marabou
- Schokoladenriegel: u. a. Daim, 3-Bit, Prince Polo, Nussini
- Gebäck: u. a. Nabisco, Bel Vita, Kolonáda Oblaten, TUC[28], Oreo
- Kaugummi: Trident, Chiclets, Stimorol

### Lizenz für Kraft-Marken außerhalb von Nordamerika
- Käse und Milchprodukte: Philadelphia, Lindenberger
- Saucen: Miracel Whip bzw. Miracle Whip

Das Unternehmen beliefert Kunden in etwa 160 Ländern.

## Mondelez in Europa
Das Unternehmen hat in 18 Ländern Europas eigenständige Tochtergesellschaften.

### Schweiz
Der europäische Hauptsitz von Mondelez ist in Opfikon bei Zürich.

### Deutschland
Die deutsche Zentrale von Mondelez befindet sich in Bremen, dem Stammsitz der aufgekauften Kaffeerösterei Jacobs. In München ist das europäische Forschungs- und Entwicklungszentrum für Schokoladen- und Food-Produkte angesiedelt. In Berlin befindet sich Mondelez Internationals weltweit größte Fabrik zur Herstellung von Trockenprodukten wie Kaffee und Tee.

### Österreich
Die österreichische Zentrale von Mondelez befindet sich in Wien. Hier war bis zur Umstrukturierung auch die zentrale Verwaltung für Ost- und Südost-Europa und Afrika angesiedelt. Insgesamt vier Tochterfirmen hat das Unternehmen in Österreich. In Bludenz befindet sich eine große Schokoladenfabrik.

### Standorte im deutschsprachigen Raum
| Ort               | Tätigkeitsfeld | Anmerkung                                                          |
| ----------------- | --- | ------------------------------------------------------------------ |
| Deutschland       | |                                                                    |
| Bad Fallingbostel | Herstellung von Käse (Philadelphia, Jocca und Lindenberger), Feinkost (Miracel Whip und Ketchup) und Tassimo-Produkten                                                        | größtes Werk von Mondelez in Europa                                |
| Berlin            | Herstellung von Kaffee (u. a. Jacobs Krönung, Meisterröstung, Kaffee Onko, Kaffee Hag und Tassimo)                                                                            | Hauptlieferant für den deutschen Kaffeemarkt                       |
| Bremen-Hemelingen | Herstellung von löslichem Kaffee, Herstellung sämtlicher Röstkaffeesorten wie im Werk in Berlin, sowie Herstellung von entcoffeiniertem Röstkaffee, Verpackung von Cappuccino | um 2009/2010 wurden 21 Millionen Euro in das Kaffeewerk investiert |
| Bremen-Holzhafen  | ehemals Entkoffeinierung von Kaffee | seit 2017 geschlossen                                              |
| Elmshorn          | Herstellung von löslichem Kaffee (u. a. Jacobs Krönung, Maxwell und Kaffee Hag)                                                                                               |                                                                    |
| Lörrach           | Herstellung von Schokolade (Milka) und pulverförmigen Kakaogetränken, Milka Drink, Suchard Express, Kaba                                                                      | größter Produktionsstandort für Schokolade in Europa               |
| Donauwörth        | Herstellung von salzigen Snacks |                                                                    |
| München           | Europäisches Forschungs- und Entwicklungszentrum von Kraft Foods für Kaugummi/Bonbons- und Food-Produkte                                                                      |                                                                    |
| Österreich        | |                                                                    |
| Bludenz           | Schokoladentafeln der Marken Milka, Cadbury, Suchard, Bensdorp, Marabou und Lacta                                                                                             |                                                                    |
| Wien              | Herstellung von Röstkaffee | Produktion 2013 geschlossen                                        |
| Schweiz           | |                                                                    |
| Bern-Brünnen      | Herstellung der Toblerone |                                                                    |
| Opfikon           | Vertrieb für die Schweiz | Hauptsitz in Europa                                                |
| Zug               | Handel mit Rohkaffee, Kakaobohnen, Kakaoprodukten und Trockenfrüchten |                                                                    |

## Kritik

### Kritik am Vorgängerunternehmen Kraft Foods
Im Schwarzbuch Markenfirmen – Die Machenschaften der Weltkonzerne werden der Schokoladenindustrie und auch Kraft Foods schwere Menschenrechtsverletzungen wie Ausbeutung und Kindersklaverei bei den Kakao-Zulieferern der Elfenbeinküste vorgeworfen. Reportagen der ARD aus den Jahren 2010 und 2012 kamen zu dem Schluss, dass große Firmen wie Mars Inc., Kraft Foods oder Nestlé Kindersklaverei „zumindest dulden“.
Im Dezember 2009 verhängte das deutsche Bundeskartellamt gegen die Kaffeeröster Melitta, Dallmayr und Tchibo ein Bußgeld in Höhe von ca. 159,5 Millionen Euro wegen verbotener Preisabsprachen, das sogenannte Kaffeekartell. Kraft ermöglichte durch einen Bonusantrag die Ermittlungen und wurde im Rahmen einer Kronzeugenregelung von einem Bußgeld verschont. Im Juni 2010 wurde dem Deutschen Kaffeeverband Hamburg vom Bundeskartellamt vorgeworfen, mit einer Pressemitteilung im Februar 2005 ein Kartell von Kaffeeunternehmen gefördert zu haben, weswegen ein Bußgeld von bis zu 90.000 Euro verhängt wurde. Zu den beteiligten Kaffeeröstereien gehörten neben „Kraft Foods Außer-Haus-Service“ die Unternehmen Tchibo (Hamburg), Lavazza Deutschland (Frankfurt), Seeberger (Ulm), Segafredo Zanetti Deutschland (München), Gebr. Westhoff (Bremen), Melitta System Service (Minden) und J. J. Darboven (Hamburg). Den letzteren beiden Unternehmen wurden die Geldbußen wegen ihrer Kooperation bei der Aufklärung der Vorwürfe reduziert.
Im Oktober 2011 erhielt der Konzern vom Bundeskartellamt erneut eine Strafe. Zusammen mit dem Pulverspezialisten Krüger wurde Kraft Foods Deutschland mit einer Geldstrafe in Höhe von 9 Millionen Euro belegt. Die beiden Unternehmen hatten zum Jahreswechsel 2007/08 bei Instant-Cappuccino eine Preiserhöhung von 20 bis 40 Cent je Packung abgesprochen. Dem Unternehmen wurde aufgrund der Kooperation bei der Aufklärung eine Minderung der Geldbuße gewährt. Das Bußgeldverfahren wurde auf Antrag der Melitta Kaffee GmbH aus Bremen eingeleitet, die als Kronzeuge fungierte.

### Kritik an Mondelez
Von 2021 bis 2024 lief in der EU ein Kartellverfahren gegen Mondelez aufgrund von Verstößen gegen Wettbewerbsgesetze. Mondelez hatte seine Marktmacht (vor allem bei Süßigkeiten) ausgenutzt, um die Preise für seine Produkte künstlich zu erhöhen. Dafür wurde das Unternehmen am 23. Mai 2024 zu einer Geldbuße von 337,5 Millionen Euro verurteilt. Dies ist die höchste Geldbuße, die die EU jemals gegen ein Lebensmittelunternehmen verhängt hat.
Eigentlich war der Betrag noch höher. Da Mondelez laut Behördenangaben mit der EU-Kommission zusammengearbeitet und seine Verantwortung ausdrücklich anerkannt habe, wurden dem Unternehmen 15 % der Geldbuße erlassen.
Im Zuge des Russischen Überfalls auf die Ukraine setzte die ukrainische Antikorruptionsbehörde 2023 Mondelez und den CEO auf eine schwarze Liste, weil das Unternehmen seine Aktivitäten in Russland trotz des Angriffskrieges in der Ukraine fortsetzt. Infolgedessen stellten der dänische, der norwegische und der schwedische Fußballverband die Zusammenarbeit mit dem Sponsor Mondelez ein; skandinavische Hotelketten und Fluggesellschaften beendeten den Verkauf von Mondelez-Produkten. Anfang 2024 sagte der CEO in einem Interview, dass auch die Investoren keinen Druck auf das Unternehmen ausgeübt hätten, Russland zu verlassen, da es ihnen „moralisch egal“ sei.
Im März 2023 kürte die Verbraucherzentrale Hamburg Brotchips der Marke TUC zur „Mogelpackung des Monats“. Im Zuge eines Markenwechsels von „Bake Rolls“ zu „TUC“ war der Inhalt des Produkts von 250 auf 150 Gramm reduziert und der Preis von 1,39 auf 1,89 € angehoben worden, was einer Preissteigerung um 127 % entspricht. Im Januar 2024 wurde dieses Produkt von der Verbraucherzentrale Hamburg zur „Mogelpackung des Jahres 2023“ gekürt.
Im Jahr 2024 strich das britische Königshaus dem Schokoladehersteller Cadbury nach 170 Jahren den Titel eines Hoflieferanten, da das Unternehmen trotz Angriffskrieg weiterhin an Russland Schokolade lieferte. Ein Jahr später erhielt Mondelez die Negativauszeichnung „Goldener Windbeutel“. Mondelez habe die Verpackungsgröße seiner Milka-Schokoladentafeln von 100 auf 90 Gramm reduziert und kurz zuvor den Verkaufspreis von 1,49 Euro auf 1,89 Euro angehoben. Das Unternehmen begründete dies mit den gestiegenen Kosten für Kakao, Energie, Verpackung und Transport.

## Personen der Unternehmensgeschichte
- Eheleute Edward Francis Hutton (1875–1962) und Marjorie Merriweather Post (1887–1973), Postum Cereals bzw. General Foods (seit 1989 Teil von Kraft Foods)
- Jacob Schweppe (1740–1821), Henri-Albert Gosse (1753–1816), Schweppes (später Cadbury Schweppes, seit 2010 Teil von Kraft Foods)